# Süld

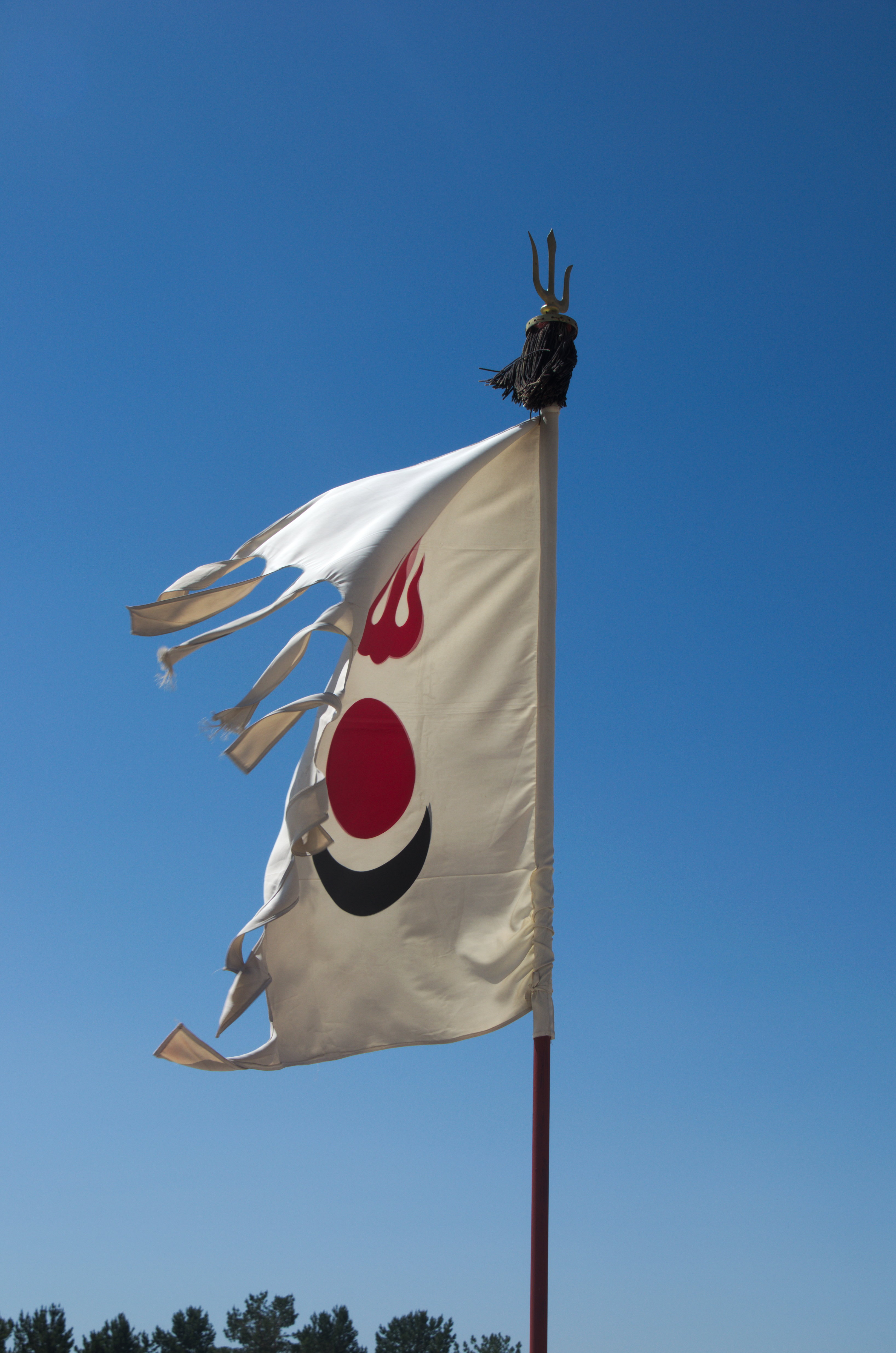
bannière au süld noir comportant le symbole de l'Empire mongol, au mausolée de Gengis Khan, à Ordos

Le süld ou sülde (mongol : ᠰᠦᠯᠳᠡ, VPMC : sülde, cyrillique : сүлд, MNS : süld, littéralement, esprit ou âme) également appelé tug süld (mongol : ᠲᠤᠭ
ᠰᠦᠯᠳᠡ, VPMC : tug sülde, cyrillique : туг сүлд, MNS : tug süld, littéralement : bannière de l'âme) est l'esprit gardien dans le tengrisme, chez les Huns et les Mongols. C'est un type de tug.

## Histoire

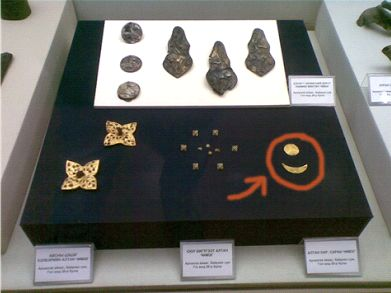
Soleil et lune chez les Xiongnu

Ce symbole est apparu il y a 2000 ans chez les Huns, il était appelé sünesü (mongol : ᠰᠦᠨᠡᠰᠦ, VPMC : sünesü, cyrillique : сүнс, MNS : süns, littéralement : âme, esprit ou encore fantôme, un synonyme de süld) sous l'Empire mongol. Le drapeau de l'empire comportait les symboles des Xiongnu (terme chinois pour les Huns d'Asie), à savoir la lune, surmontée d'un soleil, lui-même surmonté d'une flamme appelée khiigeed, mongol : хйигээд. Ces trois éléments sont l'emblème du ciel éternel (tengri), dont Gengis Khan est une incarnation dans l'Empire mongol. La flamme a été reprise sur le tug süld pour former un trident en son sommet. Chez les anciens Mongols, il représentait le soleil, la chaleur et la lumière du monde.

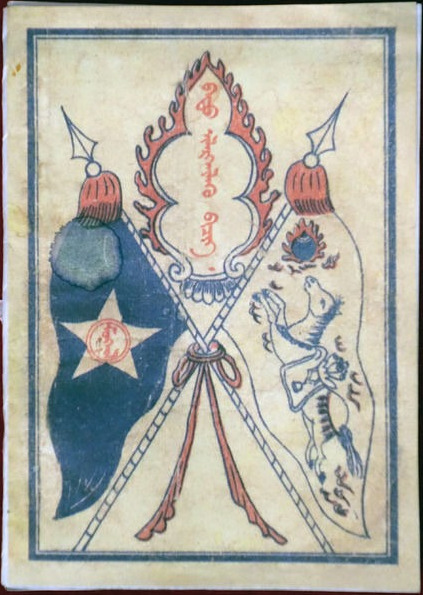
Emblème du Parti révolutionnaire du peuple de Mongolie-Intérieure

On retrouve également ce symbole sur le caractère soyombo de l'écriture soyombo, qui est placé sur différents drapeaux et emblèmes mongols:
- Au milieu du drapeau de Mongolie.
- Le drapeau et les armoiries de la république de Bouriatie (fédération de Russie).
- Le drapeau de l'État d'Aga-Bouriatie  (fédération de Russie).
- Le drapeau de la kojuun (« bannière ») de Dzoun-Khemtchik, en république de Touva (fédération de Russie)

L'emblème du Parti révolutionnaire du peuple de Mongolie-Intérieure (1925 — 1947), qui contrôlait la Mongolie-Intérieure jusqu'à sa fusion avec le parti communiste chinois, utilise deux tug süld croisés.

## Légende
Selon une légende mongole, lors d'une expédition remplie d'échecs, Gengis Khan aurait soulevé la selle de son cheval renversée vers le ciel le priant de l'assister. Il y aurait eu grand bruit et une lance serait tombée du ciel sur un arbre aux branches et feuilles exubérantes. Le général Muhuali serait allé la chercher dans l'arbre et Gengis Khan aurait ordonné de décorer la lance de franges faite à partir de la crinière de 81 chevaux et d'honorer cette lance en immolant 81 moutons. Le sülde est alors devenu l'étendard de l'armée de l'Empire mongol. Les descendants du général Muhuali ont eu la charge jusqu'à aujourd'hui de sauvegarder ce süld en le maintenant haut levé.

## Esprits gardiens
C'est aussi le nom donné à des lances de grande taille, symboles des esprits gardiens (du süld) et utilisés comme bannières. ils existent en deux versions principales :
- Le Khar süld (mongol : ᠬᠠᠷ᠎ᠠ
ᠰᠦᠯᠳᠡ, VPMC : qara sülde, cyrillique : хар сүлд, MNS : khar süld, süld noir) Une version montée de franges en crins de chevaux noirs, aussi nommée bannière noire. Il représente la guerre du temps de Gengis Khan[1].
- Le Tsagaan süld (mongol : ᠴᠠᠭᠠᠨ
ᠰᠦᠯᠳᠡ, VPMC : chagan sülde, cyrillique : цагаан сүлд, MNS : tsagaan süld, süld blanc), montée de franges en crins de chevaux blancs. Il est lié au 81 (9 × 9) lunes. Il donnait lieu à un sacrifice tous les 3 ans[1].

Il existe également un Ulaan süld (mongol : ᠤᠯᠠᠭᠠᠨ
ᠰᠦᠯᠳᠡ, VPMC : ulaɣan sülde, cyrillique : улаан сүлд, MNS : ulaan süld, süld rouge), utilisé par Ulaan sakhius (mongol : ᠤᠯᠠᠭᠠᠨ
ᠰᠠᠬᠢᠭᠤᠯᠰᠤ, VPMC : ulaɣan saqiɣulsu, cyrillique : Улаан сахиус, MNS : Ulaan sakhius, littéralement : dieu rouge), également appelé Jamsran (mongol : ᠵᠠᠮᠰᠠᠷᠢᠩ, VPMC : jamsaring, cyrillique : Жамсран, MNS : Jamsran ou Zhamsran).
Ce sont les symboles des esprits gardiens, du süld.
Le terme est également utilisé pour dénommer les blasons.

## Galerie

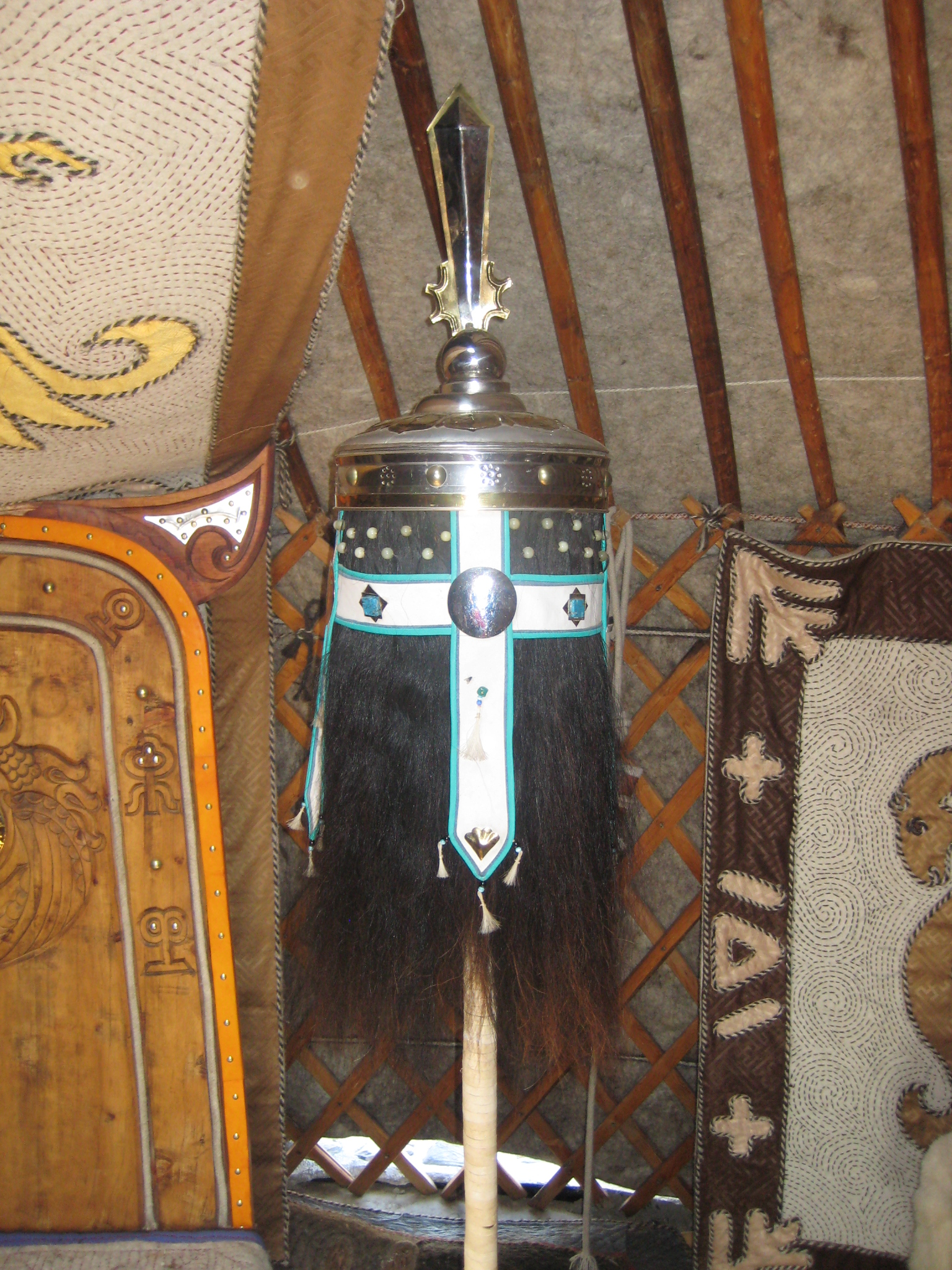
Khar süld, reconstitution du süld noir, la bannière noire).
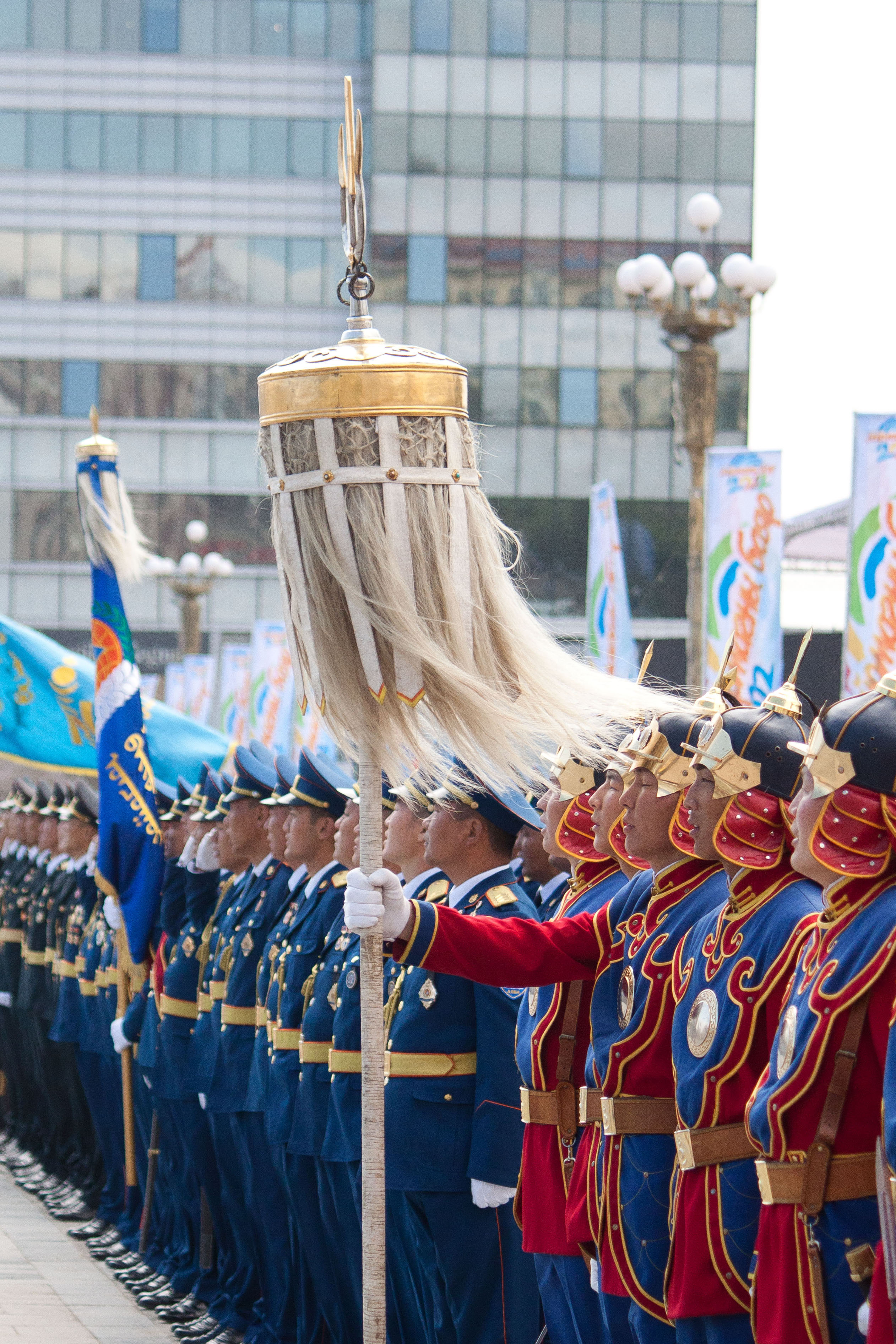
Tsagaan süld, süld blanc utilisé par la garde nationale mongole lors d'une cérémonie.
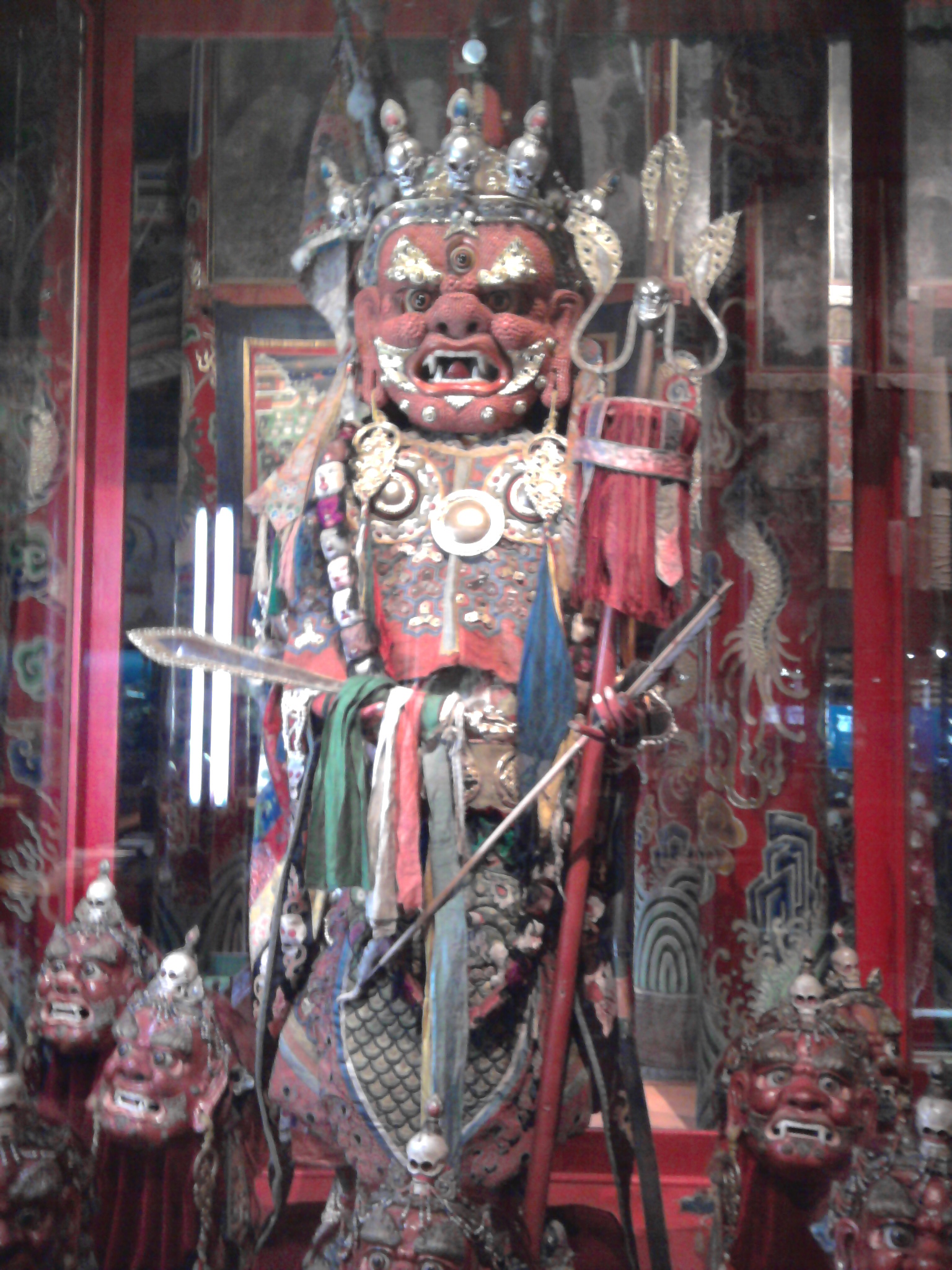
Ulaan süld, süld rouge, dans les mains de la divinité Ulaan sakhius ou Jamsran)
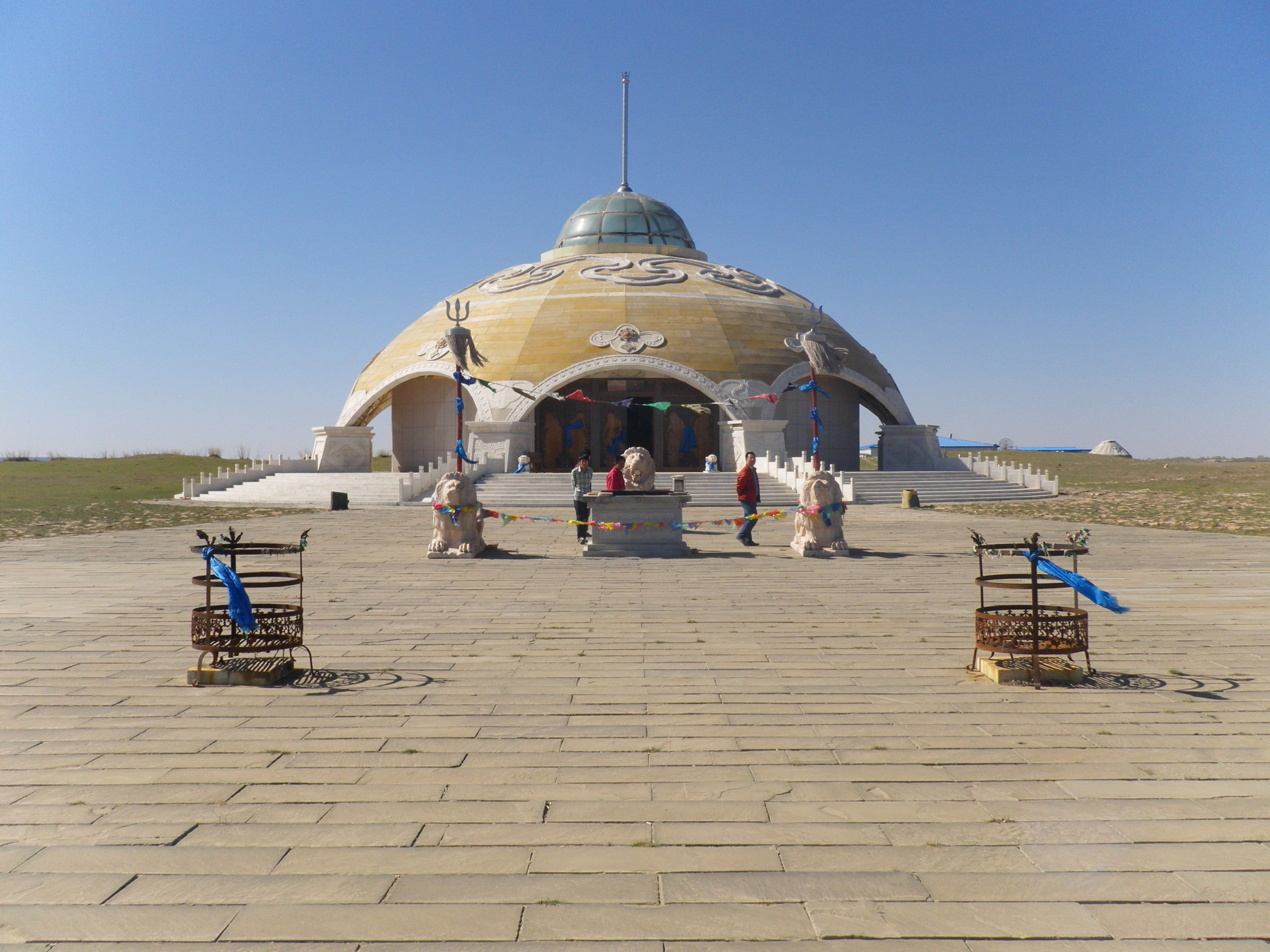
Temple du Sülde blanc dédié à Gengis Khan, dans la bannière d'Uxin, situé dans le désert d'Ordos, en Mongolie-Intérieure.